# Costante Adolfo Bossi
Pour les articles homonymes, voir Bossi.
Costante Adolfo Bossi, né le 25 décembre 1876 – mort le 4 janvier 1953, est un organiste, compositeur et professeur italien. Il est le frère de Marco Enrico Bossi et Pietro Bossi.
Il a enseigné au conservatoire de Milan.